# イギリスの音楽チャート
イギリスの音楽チャート（イギリスのおんがくチャート）ではイギリスでの音楽購買状況を反映したチャートの一覧を示す。殆どは、オフィシャル・チャーツ・カンパニーが作成しているものである。

## チャート
| チャート名                            | 内容 |
| ------------------------------------- | --- |
| 全英シングルチャート UK Singles Chart | イギリスの公式シングル・チャート。物理媒体およびダウンロード販売を集計している。                                    |
| 全英アルバムチャート UK Albums Chart  | イギリスで最も売れているアルバム。                                                                                  |
| The Big Top 40 Show                   | イギリスの140局の地方ラジオ局で流されている、非公式シングル・チャート。これはiTunesのダウンロード数を集計している。 |
| UK Download Chart                     | ダウンロード数のみを集計したチャート。                                                                              |
| UK R&B Chart                          | R&Bとラップのシングルとアルバム販売数のチャート。                                                                   |
| UK Rock Chart                         | ロックのシングルとアルバム販売数のチャート。                                                                        |
| UK Indie Chart                        | インディーズのシングルとアルバム販売数のチャート。                                                                  |
| UK Dance Chart                        | ダンス・ミュージックのシングルとアルバム販売数のチャート。                                                          |